# 1917 no teatro

## Eventos
- 16 de janeiro - Inauguração do Theatro São Pedro em São Paulo, Brasil.

## Nascimentos

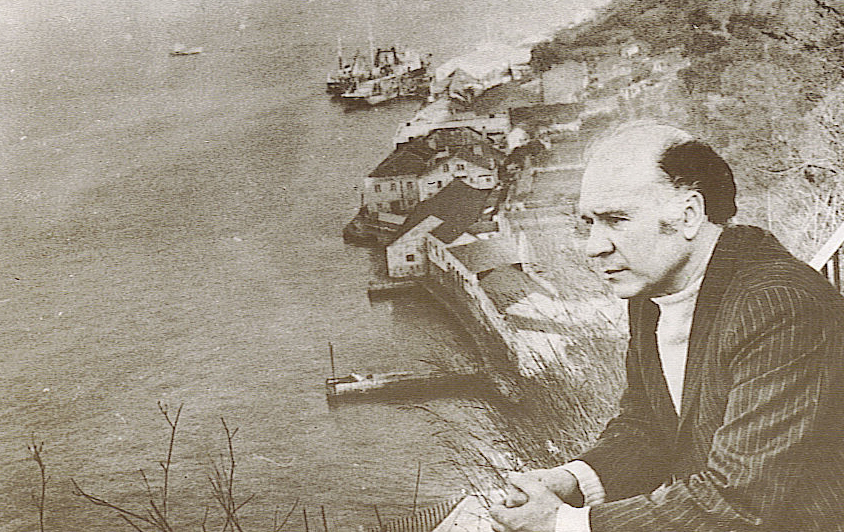
Romeu Correia (1917-1999)

| Data            | Nome                   | Profissão                                | Nacionalidade   | Observações | Ref |
| --------------- | ---------------------- | ---------------------------------------- | --------------- | ----------- | --- |
| 6 de Fevereiro  | Zsa Zsa Gábor          | atriz e socialite                        | Áustria-Hungria | m. 2016     |     |
| 11 de Fevereiro | Sidney Sheldon         | novelista e roteirista                   | Estados Unidos  | m. 2007     |     |
| 29 de abril     | Celeste Holm           | atriz                                    | Estados Unidos  | m. 2012     |     |
| 24 de junho     | John Willett           | professor, jornalista e director teatral | Reino Unido     | m. 2002     |     |
| 14 de agosto    | Décio de Almeida Prado | crítico de teatro                        | Brasil          | m. 2000     |     |
| 1 de setembro   | Paulo Porto            | ator                                     | Brasil          | m. 1999     |     |
| 17 de Novembro  | Romeu Correia          | escritor e dramaturgo                    | Portugal        | m. 1996     |     |

## Mortes
| Data | Nome | Profissão | Nacionalidade | Observações | Ref |
| ---- | ---- | --------- | ------------- | ----------- | --- |